# Rajesh Khanna
Rajesh Khanna (Amritsar, 29 december 1942 – Mumbai, 18 juli 2012) was een Indiase filmacteur, producer en politicus. Hij was eind jaren zestig en begin jaren zeventig een van de grote sterren van de Hindi-cinema en werd wel de eerste superster van Bollywood genoemd. Hij speelde in 163 lange speelfilms, in 128 daarvan was hij de hoofdrolspeler. In de jaren negentig was hij parlementslid voor de Congrespartij.

## Biografie
Khanna, die al op school in toneelvoorstellingen speelde, won in 1965 de All India Talent Contest, waarna zijn filmcarrière op gang kwam met rollen in Aakhri Khat (1966) en Raaz (1967). Door zijn optreden in de film Aradhana uit 1969, waarin hij een dubbele rol speelde naast Sharmila Tagore, werd Khanna een beroemdheid. In deze film werd zijn playback-stem geleverd door Kishore Kumar, wat een zeer gelukkige combinatie bleek. Kumar zou tot begin jaren negentig vaak Khanna's liedjes zingen, en met veel succes. Veel van die liedjes kwamen van de pen van R.D. Burman. Met Kishore en Burman, die Khanna's vrienden waren, werkte de acteur samen in 32 films.
In 1971 speelde Khanna in Haathi Mere Saathi, wat een grote kaskraker werd, de grootste in de Indiase cinema tot dan toe. In de periode 1969-1971 had Khanna vijftien achtereenvolgende hitfilms en dat is nog steeds een record in de Indiase filmgeschiedenis. Khanna's ster steeg in die jaren tot ongekende hoogte: hij werd door filmfans als een God beschouwd. Khanna was vooral populair bij de vrouwen, die hem belaagden bij publieke optredens, zijn auto kusten en hem bijvoorbeeld brieven stuurden geschreven in hun bloed. Mannen gingen hun kapsel dragen zoals Khanna. Niet eerder had India zo'n hysterie gezien rondom een filmster. In de jaren daarna werd dat allemaal minder. Als superster werd hij 'opgevolgd' door Amitabh Bachchan en de films waarin hij optrad veranderden van karakter: van romantische en sociale films naar actiefilms met veel grote filmsterren en andersoortige films, die niet altijd commercieel succesvol waren, maar vaak wel goede kritieken kregen. Filmhits na de hoogtijjaren waren onder meer Maha Chor (1976), Anurodh (1977), Dharam Kanta (1982) en Maqsad (1984). Ook tijdens zijn vijf jaren in het Indiase parlement (1991-1996) was hij actief als filmacteur. Na 1992 weigerde hij de meeste aangeboden filmrollen: hij speelde tot aan zijn dood in slechts tien films. Ook trad hij op in enkele televisieseries.
Tegenspelers- en speelsters van Khanna tijdens zijn carrière waren onder meer Bachchan, Mumtaz (in acht hitfilms) en Tina Munim.
Khanna kreeg drie keer de Filmfare Award for Best Actor, waarvoor hij ook veertien keer genomineerd werd. Vier keer ontving hij een BJFA Award for Best Actor en 25 keer een nominatie. In 1991 werd hem de Filmfare Special Award toegekend en in 2005 kreeg hij een prijs voor zijn hele oeuvre, de Filmfare Lifetime Achievement Award.
Khanna had zeven jaar lang een relatie met modeontwerpster en actrice Anju Mahendru. In 1973 trouwde hij met de actrice Dimple Kapadia, met wie hij twee dochters kreeg. De oudste dochter, actrice Twinkle Khanna, is overigens gehuwd met acteur Akshay Kumar. Khanna's relatie met Dimple Kapadia eindigde in 1982, maar de twee zijn nooit gescheiden. Ook had de acteur een verhouding met actrice Tina Munim.

## Filmografie
| Jaar | Film                        | Rol                                                | Notitie                    |
| ---- | --------------------------- | -------------------------------------------------- | -------------------------- |
| 1966 | Aakhri Khat                 | Govind                                             |                            |
| 1967 | Raaz                        | Kumar / Sunil                                      |                            |
| 1967 | Aurat                       | Suresh                                             |                            |
| 1967 | Baharon Ke Sapne            | Ramaiya                                            |                            |
| 1968 | Shrimanji                   | zichzelf                                           | gastoptreden               |
| 1969 | Bandhan                     | Dharmchand                                         |                            |
| 1969 | Aradhana                    | Arun / Suraj Prasad Saxena                         |                            |
| 1969 | Ittefaq                     | Dilip Roy                                          |                            |
| 1969 | Do Raaste                   | Satyan Gupta                                       |                            |
| 1969 | Doli                        | Amar Kumar                                         |                            |
| 1970 | The Train                   | Inspecteur Shyam Kumar                             |                            |
| 1970 | Sachaa Jhutha               | Bhola / Ranjit Kumar                               |                            |
| 1970 | Aan Milo Sajna              | Ajit                                               |                            |
| 1970 | Safar                       | Avinash                                            |                            |
| 1970 | Khamoshi                    | Arun Choudhury                                     |                            |
| 1971 | Kati Patang                 | Kamal Sinha                                        |                            |
| 1971 | Guddi                       | zichzelf                                           | gastoptreden               |
| 1971 | Mehboob Ki Mehndi           | Yusuf                                              |                            |
| 1971 | Anand                       | Anand Sehgal                                       |                            |
| 1971 | Andaz                       | Raj                                                | gastoptreden               |
| 1971 | Haathi Mere Saathi          | Raj Kumar                                          |                            |
| 1971 | Chhoti Bahu                 | Madhu                                              |                            |
| 1971 | Maryada                     | Raja Babu / Rajan Ram Bahadur                      |                            |
| 1972 | Dushman                     | Surjit Singh                                       |                            |
| 1972 | Badnaam Farishte            | advocaat                                           | gastoptreden               |
| 1972 | Amar Prem                   | Anand Babu                                         |                            |
| 1972 | Bawarchi                    | Raghu                                              |                            |
| 1972 | Joroo Ka Ghulam             | Rajesh                                             |                            |
| 1972 | Anuraag                     | Gangaram                                           |                            |
| 1972 | Shehzada                    | Rajesh                                             |                            |
| 1972 | Mere Jeevan Saathi          | Prakash                                            |                            |
| 1972 | Maalik                      | Raju                                               |                            |
| 1972 | Dil Daulat Duniya           | Vijay                                              |                            |
| 1972 | Apna Desh                   | Akash Chandra                                      |                            |
| 1973 | Raja Rani                   | Raja                                               |                            |
| 1973 | Bangaru Babu                |                                                    | Telugu film, gastoptreden  |
| 1973 | Daag: A Poem of Love        | Sunil Kohli                                        |                            |
| 1973 | Namak Haraam                | Somnath / Chander Singh                            |                            |
| 1974 | Aap Ki Kasam                | Kamal Bhatnagar                                    |                            |
| 1974 | Prem Nagar                  | Chhotey Kunver Karan U. Singh                      |                            |
| 1974 | 5 Rifles                    |                                                    | gastoptreden               |
| 1974 | Ajnabee                     | Rohit Kumar Saxena                                 |                            |
| 1974 | Avishkaar                   | Amar                                               |                            |
| 1974 | Roti                        | Mangal Singh                                       |                            |
| 1974 | Humshakal                   | Ram / Laxman                                       |                            |
| 1974 | Badhti Ka Naam Dadhi        |                                                    | gastoptreden               |
| 1975 | Aakraman                    | Karnail Singh                                      | gastoptreden               |
| 1975 | Prem Kahani                 | Rajesh Kamleshwar Narain                           |                            |
| 1976 | Sawa Lakh Se Ek Ladaun      |                                                    | Punjabi film, gastoptreden |
| 1976 | Mehbooba                    | Prakash / Suraj                                    |                            |
| 1976 | Maha Chor                   | Raju Khan / Rajeshwar Singh / Johnny Fernandes     |                            |
| 1976 | Ginny Aur Johnny            | Inspecteur                                         | gastoptreden               |
| 1976 | Bundal Baaz                 | Rajaram                                            |                            |
| 1977 | Tyaag                       | Chetan                                             |                            |
| 1977 | Aaina                       | Ashok Rao                                          | gastoptreden               |
| 1977 | Chhailla Babu               | Babu Chhailla                                      |                            |
| 1977 | Karm                        | Arvind Kumar                                       |                            |
| 1977 | Chalta Purza                | Amar Gupta                                         |                            |
| 1977 | Hatyara                     |                                                    | gastoptreden               |
| 1977 | Palkon Ki Chhaon Mein       | Ravi Raj Sinha                                     |                            |
| 1977 | Aashiq Hoon Baharon Ka      | Ashok Sharma                                       |                            |
| 1977 | Tinku                       | Sher Khan                                          | gastoptreden               |
| 1977 | Anurodh                     | Arun Choudhury / Sanjay Kumar / Pritam Nath Ghayal |                            |
| 1978 | Bhola Bhala                 | Ram Kumar Verma / Nathu Singh                      |                            |
| 1978 | Naukri                      | Ranjit Gupta                                       |                            |
| 1978 | Chakravyuha                 | Amit Narayan                                       |                            |
| 1979 | Prem Bandhan                | Kishan / Mohan Khanna                              |                            |
| 1979 | Naya Bakra                  | bezoeker courtesane                                | gastoptreden               |
| 1979 | Muqabla                     |                                                    | gastoptreden               |
| 1979 | Shaitan Mujrim              |                                                    | gastoptreden               |
| 1979 | Janata Havaldar             | Janta Prasad                                       |                            |
| 1979 | Amar Deep                   | Raja / Sonu                                        |                            |
| 1980 | Thodisi Bewafaii            | Arun Kumar Choudhary                               |                            |
| 1980 | Red Rose                    | Anand                                              |                            |
| 1980 | Phir Wohi Raat              | Dr. Vijay                                          |                            |
| 1980 | Aanchal                     | Shambhu                                            |                            |
| 1980 | Bandish                     | Kishan                                             |                            |
| 1981 | Kudrat                      | Mohan Kapoor / Madho                               |                            |
| 1981 | Khoon Aur Paani             |                                                    | gastoptreden               |
| 1981 | Sundara Satarkar            |                                                    | Marathi film, gastoptreden |
| 1981 | Dhanwan                     | Vijaykumar Saxena                                  |                            |
| 1981 | Dard                        | Deepak Srivastav / Vikas                           |                            |
| 1981 | Fiffty Fiffty               | Kishan Singh                                       |                            |
| 1981 | Naseeb                      | zichzelf                                           | gastoptreden               |
| 1982 | Suraag                      |                                                    | gastoptreden               |
| 1982 | Rajput                      | Dhirendra Singh                                    |                            |
| 1982 | Ashanti                     | Inspecteur Kumar Chandra Singh                     |                            |
| 1982 | Dil-E-Nadaan                | Anand                                              |                            |
| 1982 | Dharam Kanta                | Ram / Shanker                                      |                            |
| 1982 | Ayaash                      |                                                    | gastoptreden               |
| 1982 | Disco Dancer                | Meester Raju                                       | gastoptreden               |
| 1982 | Jaanwar                     | Raju                                               |                            |
| 1983 | Nishaan                     | Shankar                                            |                            |
| 1983 | Avtaar                      | Avtaar Krishen                                     |                            |
| 1983 | Film Hi Film                |                                                    | gastoptreden               |
| 1983 | Souten                      | Shyam Mohit                                        |                            |
| 1983 | Agar Tum Na Hote            | Ashok Mehra                                        |                            |
| 1984 | Aaj Ka M.L.A. Ram Avtar     | Ram Avtaar                                         |                            |
| 1984 | Maqsad                      | Rajeshwar                                          |                            |
| 1984 | Asha Jyoti                  | Deepak Chander                                     |                            |
| 1984 | Dharm Aur Qanoon            | Justice Diwan / Rajan                              |                            |
| 1984 | Naya Kadam                  | Ramu                                               |                            |
| 1984 | Awaaz                       | advocaat Jayant                                    |                            |
| 1984 | Paapi Pet Ka Sawaal Hai     | Mohan                                              |                            |
| 1985 | Zamana                      | Inspecteur Vinod S. Kumar                          |                            |
| 1985 | Hum Dono                    | Raja / Dr. Shekhar                                 |                            |
| 1985 | Masterji                    | Masterji                                           |                            |
| 1985 | Bewafai                     | Ashok Nath                                         |                            |
| 1985 | Durgaa                      | advocaat                                           | gastoptreden               |
| 1985 | Aakhir Kyon?                | Alok Nath                                          |                            |
| 1985 | Alag Alag                   | Neeraj                                             | ook producent              |
| 1985 | Babu                        | Babu                                               |                            |
| 1985 | Oonche Log                  | Rai Bahadur Rajdev Singh / Raju /Jagdev Singh/     |                            |
| 1985 | Insaaf Main Karoonga        | Ravi Khanna                                        |                            |
| 1985 | Awara Baap                  | Raj                                                |                            |
| 1985 | Ram Tere Kitne Nam          | zichelf                                            | gastoptreden               |
| 1985 | Aar Paar                    | zichelf                                            | gastoptreden               |
| 1986 | Amrit                       | Amrit Lal Sharma                                   |                            |
| 1986 | Nasihat                     | Rajesh Verma                                       |                            |
| 1986 | Anokha Rishta               | Robert Bob                                         |                            |
| 1986 | Shatru                      | Inspecteur Ashok Sharma                            |                            |
| 1986 | Mohabbat Ki Kasam           | Krishna                                            |                            |
| 1986 | Angaaray                    | Ravi                                               |                            |
| 1986 | Adhikar                     | Vishal                                             |                            |
| 1987 | Nazrana                     | Rajat Verma                                        |                            |
| 1987 | Awam                        | Amar Kumar                                         |                            |
| 1987 | Goraa                       | Goraa                                              |                            |
| 1987 | Sitapur Ki Geeta            | Ramu                                               | gastoptreden               |
| 1988 | Vijay                       | Ajit Bhardwaj                                      |                            |
| 1988 | Woh Phir Aayegi             | Raju                                               |                            |
| 1989 | Paap Ka Ant                 | Commissaris Khanna                                 | gastoptreden               |
| 1989 | Ghar Ka Chiraag             | Kumar                                              |                            |
| 1989 | Police Ke Peechhe Police    |                                                    | Producent                  |
| 1989 | Mamta ki Chhaon Mein        |                                                    | gastoptreden               |
| 1989 | Main Tera Dushman           | Shankar                                            | gastoptreden               |
| 1990 | Swarg                       | Mr. Kumar                                          |                            |
| 1990 | Jai Shiv Shankar            |                                                    | producent                  |
| 1990 | Dushman                     |                                                    | gastoptreden               |
| 1991 | Begunah                     | Jeevanlal                                          |                            |
| 1991 | Rupaye Dus Karod            | advocaat / schrijver Ravi Varma                    |                            |
| 1991 | Ghar Parivar                | Shanker                                            |                            |
| 1994 | Khudai                      | Raj Anand                                          |                            |
| 1996 | Sautela Bhai                | Meester Tulsiram                                   |                            |
| 1999 | Aa Ab Laut Chalen           | Balraj Khanna                                      |                            |
| 2001 | Pyaar Zindagi Hai           | Hridaynath                                         |                            |
| 2002 | Kyaa Dil Ne Kahaa           | Siddharth                                          |                            |
| 2006 | Jaana... Let's Fall in Love | Hamid                                              | gastoptreden               |
| 2008 | Wafa: A Deadly Love Story   | Amritlal Chopra                                    |                            |
| 2009 | Kaash Mere Hote             | Kolonel Patra                                      |                            |
| 2010 | Do Dilon Ke Khel Mein       | Joginder Singh                                     |                            |
| 2012 | Jaanleva Black Blood        | Inspecteur                                         |                            |
| 2014 | Riyasat                     | Don Saheb                                          |                            |

## Filmografie (overig)
- Bombay Superstar (BBC-documentaire), 1974